# 名胡桃城
名胡桃城（日语：／）是位於日本群馬縣利根郡水上町下津的一座山城。1949年（昭和24年）被指定為「名胡桃城址」，成為群馬縣的指定史跡。名胡桃城坐落於利根川上游的右岸懸崖地帶，與隔著河流位於東北方的明德寺城相對峙。
從歷史上看，名胡桃城作為真田昌幸的沼田城支城而聞名，同時也因為在1590年的小田原征伐中成為誘因而廣為人知。
2017年（平成29年）4月6日，名胡桃城被選為續日本100名城之一（編號115）。

## 歷史與沿革
根據傳說，名胡桃城的築城時期可追溯至室町時代的明應元年（1492年），當時由沼田氏作為沼田城的支城而建造名胡桃館。根據史料記載，武田勝賴在與上杉景勝締結甲越同盟後，獲得了東上野的割讓領地，並於天正7年（1579年）命令家臣真田昌幸將其作為從敵對的後北條氏手中奪取沼田領的前線基地而建造的山城
昌幸與小川城的小川可遊齋聯手攻陷名胡桃館，並在鄰近地區築城。以此為立足點，昌幸計劃攻略沼田城，最終透過調略成功奪取了沼田城。
在天正10年（1582年）武田氏滅亡後，經歷了天正壬午之亂，獨立的真田氏與後北條氏圍繞沼田、吾妻領展開爭奪戰。名胡桃城作為沼田城的重要支城，成功擊退了進攻沼田領的北條軍隊。

### 名胡桃城事件
天正15年（1587年），豐臣秀吉向關東頒布了禁止大名之間私鬥的惣無事令。德川氏、北條氏以及真田氏皆臣服於秀吉的權威之下。
關於沼田領的歸屬問題，於天正17年進行了裁定，結果規定，包含昌幸主張為「祖先墳墓之地」的名胡桃城在內的三分之一領地劃歸真田領，其餘以沼田城為中心的三分之二則劃歸北條領。同年7月，秀吉派遣家臣津田盛月與富田一白，以及德川家康的家臣榊原康政前往沼田，將沼田城移交給北條氏。作為補償，真田氏獲得了信濃國箕輪作為代替領地。
然而，天正17年（1589年）11月3日，沼田城代、北條家臣猪俣邦憲策反了真田氏名胡桃城代鈴木重則的家臣中山九郎兵衛，並利用偽造的書信將重則誘至上田城。趁重則離城之際，邦憲迅速占領了名胡桃城。重則在途中經過岩櫃城時察覺到計謀，急忙返回名胡桃城，但最終未能趕上，因羞愧而在正覺寺切腹自盡。
得知此事後，昌幸立即透過寄親德川家康向秀吉提出控訴。11月21日，秀吉向真田昌幸發出書信，表示「即使北條氏前來出仕，在懲罰奪取城池之人之前，絕不赦免北條氏」。11月24日，秀吉向北條氏及諸大名發出斷交書，宣布與北條氏絕交。隨後，秀吉再次派遣津田盛月與富田一白，要求北條方交出相關責任人並進行處罰，但北條方拒絕配合。北條家當主北條氏直於同年12月7日發出書信辯解，稱「名胡桃城已由真田氏移交給北條方，因此根本無需奪取，與此事完全無關」。
翌年天正18年（1590年）3月，秀吉率軍發動小田原征伐，最終導致後北條氏滅亡。此後，整個沼田領被安置給真田氏，而名胡桃城則被廢棄。實際使用的時間僅約10年。

## 考古資料

### 遺構
遺構為馬出至三郭、二郭、本郭及ささ郭等主要郭直線排列的連郭式山城，兩側為陡峭的天然屏障，具備極高的防禦性。
近年由月夜野町教育委員會進行的發掘調查中，確認了多處重要遺構，包括土壘遺址、三日月堀、虎口、通道、門礎石遺址以及掘立柱建物遺址等。由於廢城後幾乎未受到改動，因此築城當時的遺構得以較為完整地保存下來。

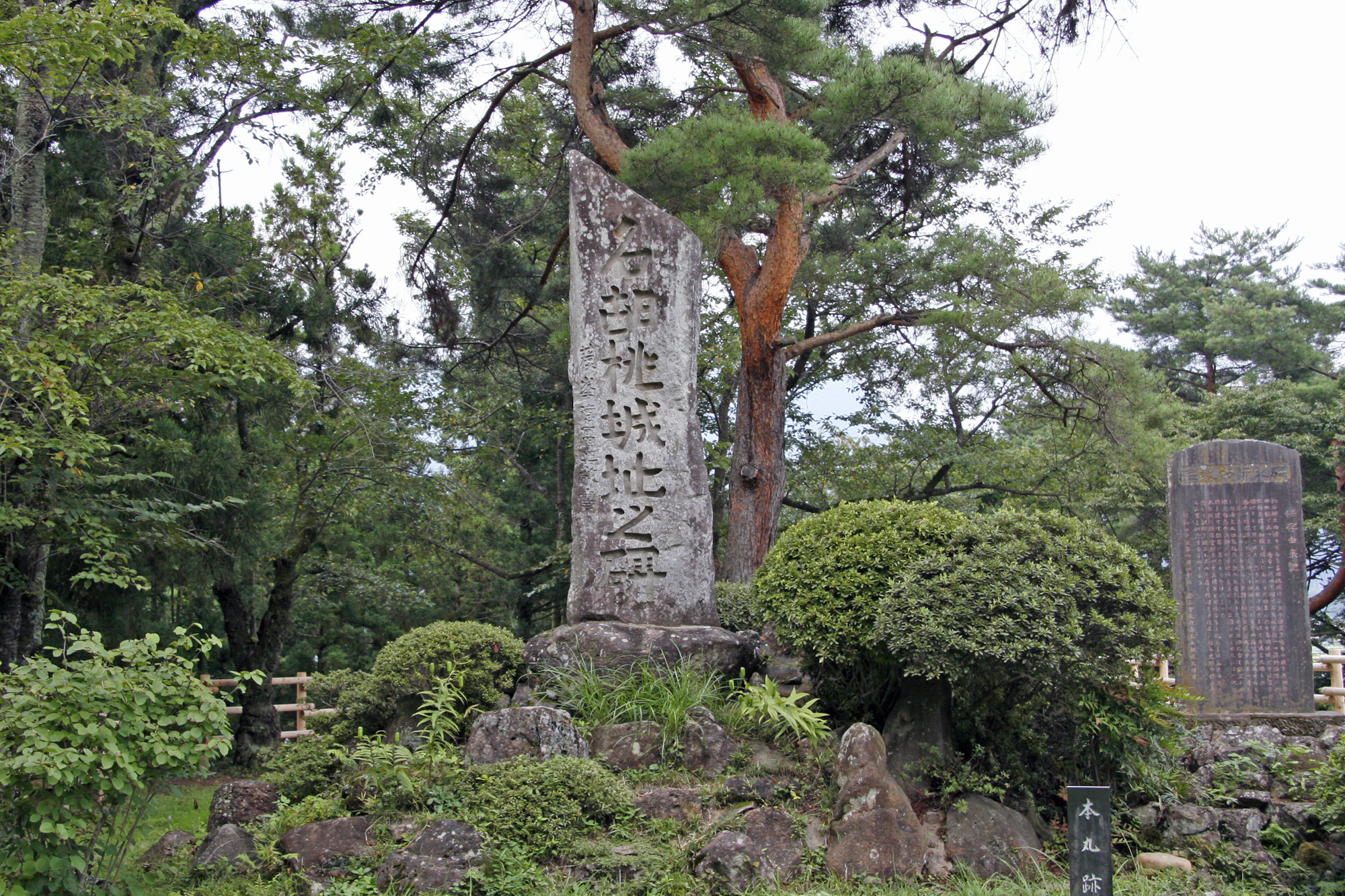
名胡桃城址之碑

## 現地資訊
- 所在地 - 群馬縣利根郡水上町下津3437番地
- 交通方式 - 從關越自動車道的月夜野交流道駕車約6分鐘；從上越新幹線的上毛高原站或JR東日本的上越線後閑站搭乘計程車約7分鐘。
- 該地作為群馬縣指定史跡「名胡桃城址」進行整備，位於國道17號沿線的城郭入口設有名胡桃城址導覽所，般若郭（名胡桃館遺址）設有停車場。
- 在本郭中央，豎立著由名胡桃城保存會於大正13年（1924年）3月建立的『名胡桃城址之碑』，碑文由德富蘇峰親筆題寫。

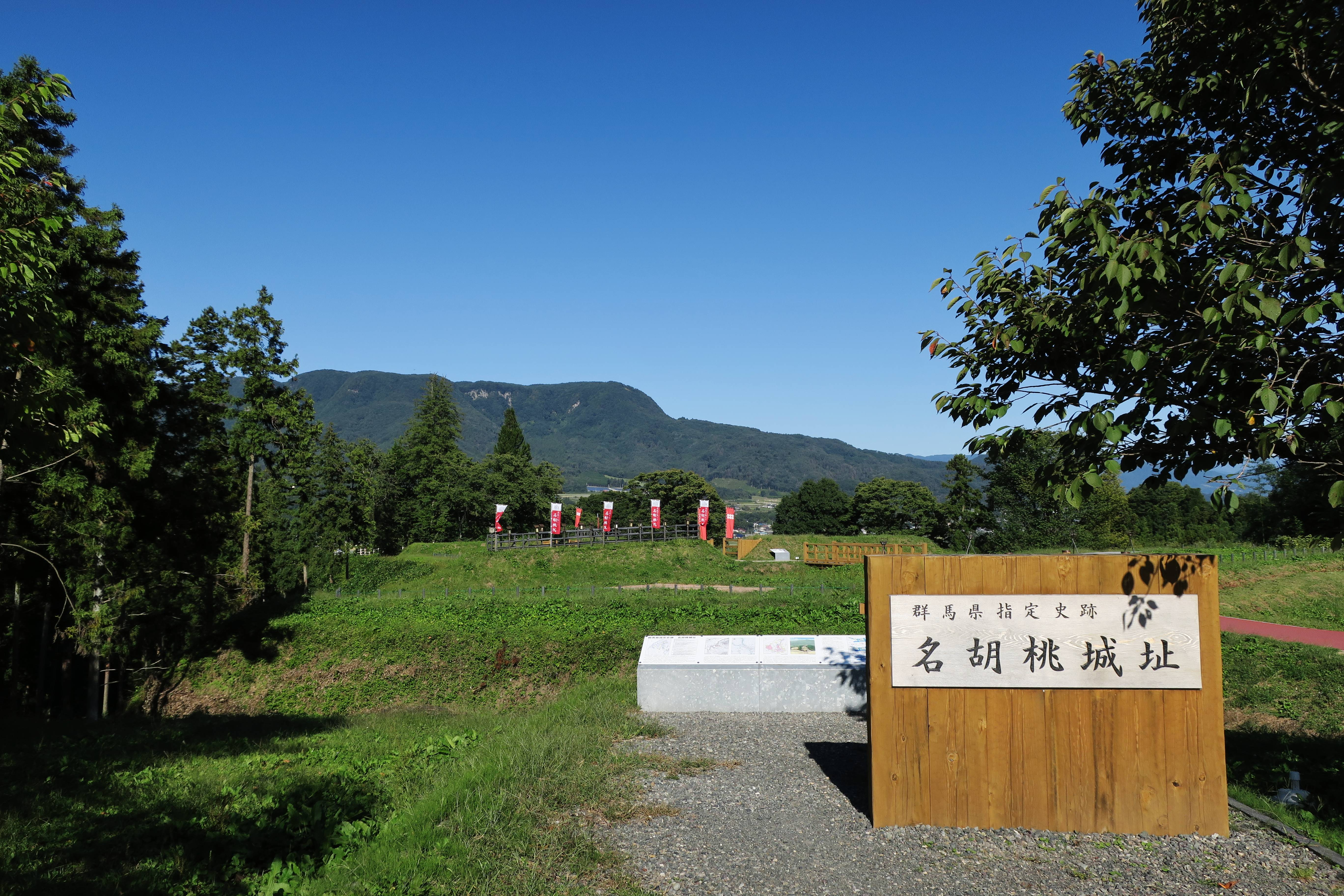
城址
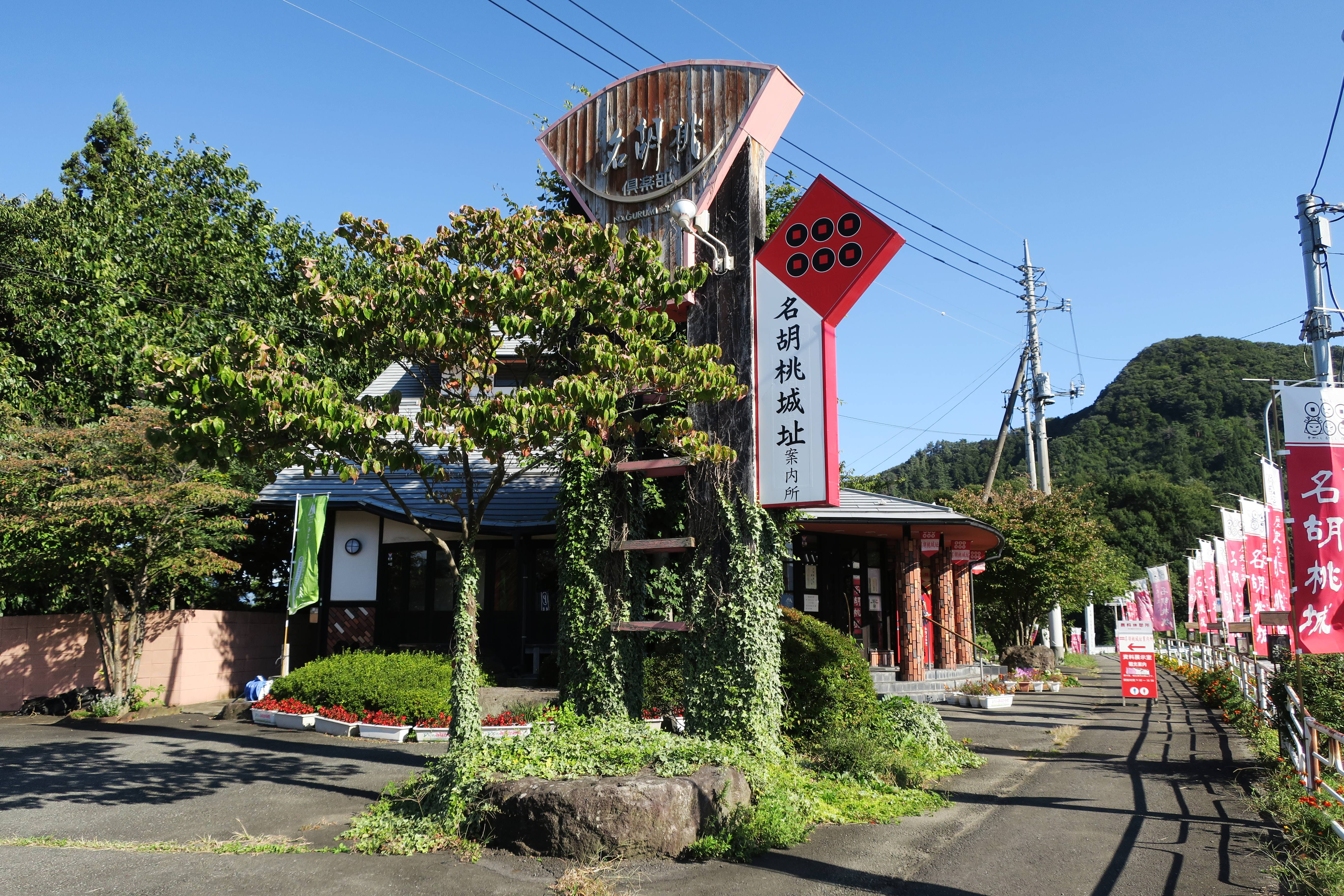
名胡桃城址案内所「名胡桃倶楽部」
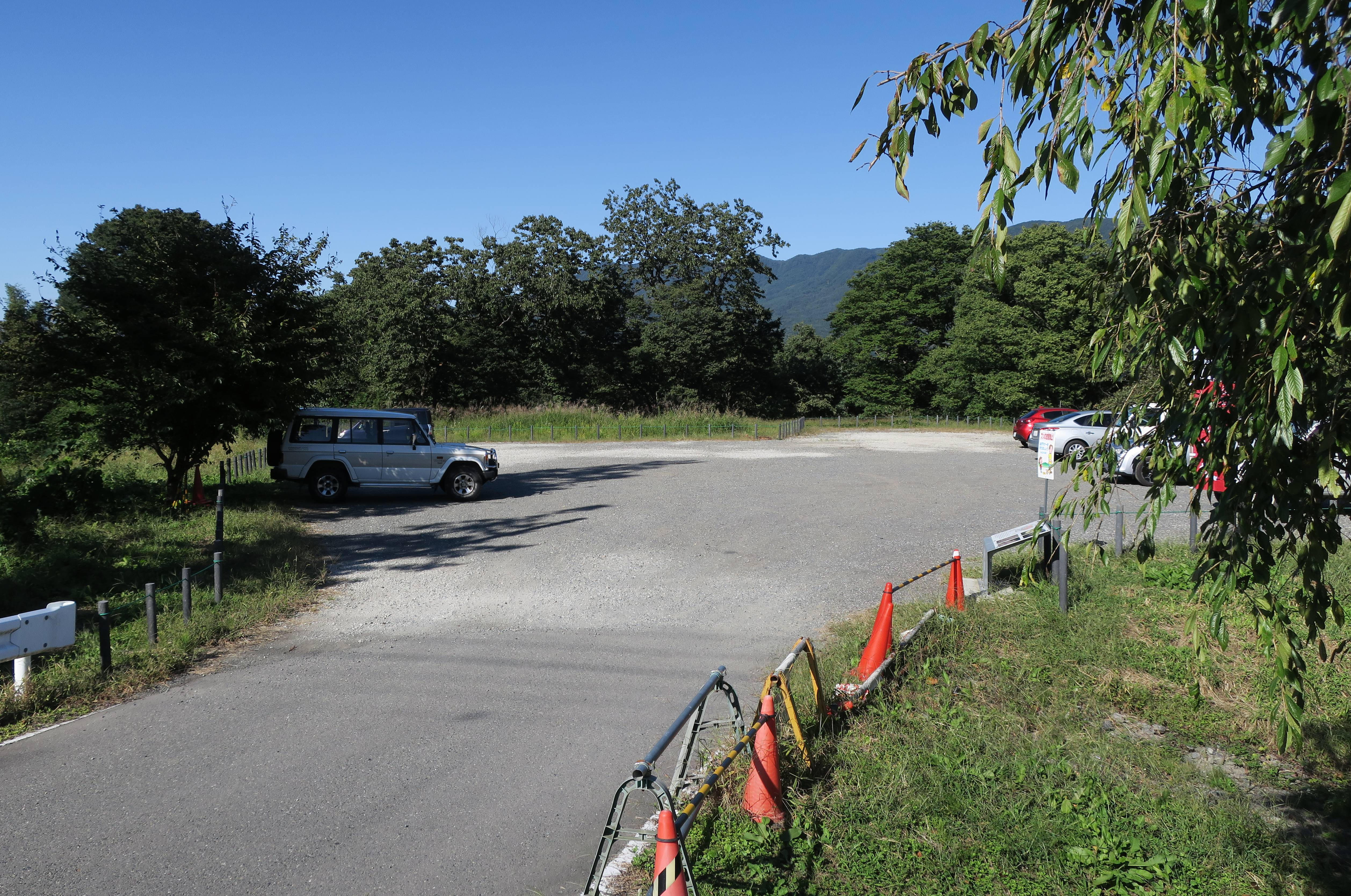
駐車場（般若郭跡）

## 關連項目
- 日本城堡列表

## 外部連結
- みなかみ町観光協会 名胡桃城
- 豊臣秀吉による小田原攻めのきっかけの城「名胡桃城」とは ～発掘調査の成果から～

1. ↑  群馬の文化財（県公式サイト）
2. ↑  關於昌幸所主張的名胡桃為真田氏發祥地的說法，在真田幸貫命令下由河原綱德編纂的《真田家御事蹟稿》等文獻中已被否定。
3. ↑  《真田文書》